# 74 Herculis
74 Herculis är en misstänkt variabel (VAR) i Herkules stjärnbild.
Stjärnan har visuell magnitud +5,51 och varierar med 0,007 magnituder och en period av 4,22244 dygn.